# MacOS Tahoe
macOS Tahoe是苹果公司旗下桌面操作系统macOS的第22个主要版本，是macOS Sequoia的后继版本，其版本号随苹果其它操作系统一起统一为按年份发配的26，发布于2025年6月9日举行的WWDC 2025，并于同日公布了首个开发者预览版。其名称秉承macOS使用加州地标命名的命名惯例，以横跨加利福尼亚州和内华达州边境的太浩湖（Lake Tahoe）命名。
Tahoe是最后一个支持英特尔x86-64处理器平台的macOS，从macOS 27开始，macOS将仅支持基于ARM架构的Apple Silicon。macOS Tahoe也加入了苹果新设计的“液态玻璃”用户界面，菜单栏改为完全透明，光标也经过重新设计，应用程序图标也同iOS和iPadOS统一，支持在iOS及iPad OS 18中引入的深色图标，以及全新的透明图标，文件夹图标也支持自定义颜色与徽标，启动台被集成到重新设计的聚焦搜索中，控制中心亦被重新设计。

## 支持设备
macOS Tahoe支持所有搭载Apple Silicon的Mac，同时也是最后一代支持英特尔处理器Mac的macOS，其至少需要搭载第九代英特尔酷睿处理器及Cascade Lake至强W处理器的Mac，Tahoe不再支持任何搭载英特尔处理器的MacBook Air及Mac mini，以及所有配备碟式键盘的MacBook Pro，以下是支持设备列表：
- MacBook Air：搭载Apple Silicon的2020年及后续机型
- MacBook Pro：搭载Apple Silicon的2020年及后续机型、2019年16英寸款式、搭载四个Thunderbolt 3端口的2020年13英寸款式
- iMac：2020年及后续机型
- Mac mini：2020年及后续机型
- Mac Studio：2022年及后续机型
- Mac Pro：2019年及后续机型

## 发布历史
|  | 以前版本 |  | 当前版本 |  | 当前测试版 |  | 快速安全响应 |

| 版本        | 组建编号 | 发布日期      | Darwin版本                                                  |
| ----------- | -------- | ------------- | ----------------------------------------------------------- |
| 26.0 beta 1 | 25A5279m | 2025年6月9日  | 25.0.0 xnu-12377.0.81.0.3~308 Fri May 30 19:29:53 PDT 2025  |
| 26.0 beta 2 | 25A5295e | 2025年6月23日 | 25.0.0 xnu-12377.0.122.0.1~120 Fri Jun 17 00:08:05 PDT 2025 |